# Eduard Hütter
Eduard Hütter (* 29. März 1880 in Wien; † 15. Oktober 1967 in Salzburg) war ein österreichischer Architekt, Landeskonservator, Gestalter, Bühnenbildner, Orgelprospektentwerfer und Lehrbeauftragter. Von 1913 bis 1945 war er Landeskonservator für Salzburg.

## Leben
Nach der Matura am Stiftsgymnasium Melk studierte er von 1898 bis 1905 an der Technischen Hochschule Wien und arbeitete von 1905 bis 1907 im Atelier von Max von Ferstel. Er war daraufhin als selbständiger Architekt in Wien tätig. 1910 wurde er als Lehrbeauftragter für Hochbaukunde, Bauzeichnen, Bauhofübungen, Bauentwurf, Entwurfszeichnen und Perspektive an die k. k. Deutsche Staatsgewerbeschule in Pilsen berufen.
1913 berief ihn Erzherzog Franz Ferdinand von Österreich-Este zum Technischen Landeskonservator für das Herzogtum Salzburg, wo er sich nach anfänglichen „Hahnenkämpfen“ mit seinem Gegenpart, dem Kunsthistorischen Konservator Hans Folnesics, bewährte (vor allem dank großzügiger Zuwendungen Erzherzog Franz Ferdinands, dem dieses Kronland besonders am Herzen lag).
Zu den wichtigsten Bauwerken Eduard Hütters zählen, neben zahlreichen kleineren Projekten in Böhmen sowie Stadt und Land Salzburg, das Haus Blauensteiner in Wien 7 (1906–1908), die Neue Pfarrkirche in Schenna, Südtirol (1909–1931), das Ghibellinenhaus in Wien 5 (1929–1930) und die Errichtung des ersten Festspielhauses für Salzburg (1925).
Am 12. Mai 1938 beantragte er die Aufnahme in die NSDAP und wurde rückwirkend zum 1. Mai aufgenommen (Mitgliedsnummer 6.338.732).
Ab 1945, auf seine Tätigkeit als Landeskonservator folgend, bis zu seinem Tod 1967 beschäftigte sich Eduard Hütter mit der Gestaltung von Orgelprospekten in Kooperation mit der Orgelbaufirma Dreher und Reinisch.
Der Nachlass Eduard Hütters wird seit 2012 im Salzburg Museum verwahrt.